# Lawrence Hastings, 1. Earl of Pembroke

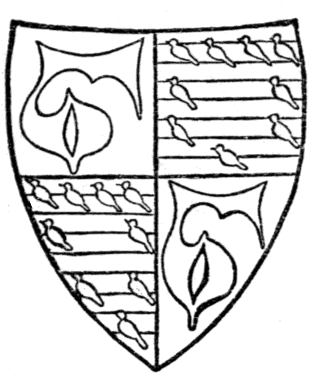
Wappen von Hastings als Earl of Pembroke

Lawrence Hastings, 1. Earl of Pembroke (auch Laurence Hastings, nach anderer Zählung auch 12. Earl of Pembroke) (* 20. März 1320 in Allesley, Warwickshire; † nach 24. August 1348 in Abergavenny Castle) war ein englischer Magnat und Militär.

## Herkunft und Kindheit
Lawrence Hastings war das einzige Kind von John Hastings, 2. Baron Hastings und von dessen Frau Juliana Leybourne. Sein Vater starb bereits 1325, wodurch Lawrence zum Erben von dessen Gütern, darunter der Herrschaft Abergavenny in Wales, von Ashill in Norfolk sowie des Titels Baron Hastings wurde. Dazu war er nach dem Tod seines Großonkels Aymer de Valence, 2. Earl of Pembroke 1324 dessen Miterbe geworden. Während seiner Minderjährigkeit fielen seine Ländereien jedoch zuerst unter die Verwaltung des königlichen Günstlings Hugh le Despenser dem Jüngeren, nach dessen Sturz an König Eduard III. und schließlich an seinen Stiefvater William de Clinton, 1. Earl of Huntingdon, der nach dem Tod von Hastings Vater seine Mutter geheiratet hatte. Kurz nach dem 29. Mai 1328 wurde der junge Hastings in Hereford mit Agnes Mortimer verheiratet, der dritten Tochter von Roger Mortimer, 1. Earl of March, der von 1327 bis 1330 der eigentliche Machthaber Englands war. Möglicherweise wurde das Datum der Hochzeit von Hastings mit Agnes mit den Hochzeiten von zwei weiteren Töchtern Mortimers verwechselt, die erst 1329 in Hereford stattfanden, nachdem Mortimer zum Earl of March erhoben worden war.

## Jugend und Beginn der militärischen Karriere
Im Juli 1332 wird Hastings als Esquire im Haushalt von Königin Philippa erwähnt. Von Juli 1338 bis Ende Oktober 1339 nahm er während des Hundertjährigen Kriegs mit drei Waffenknechten am Feldzug von Eduard III. nach Flandern teil, wofür ihm der König im April 1338 ein Geschenk von 100 Mark machte und ihn im September 1338 eine jährliche Pension von 200 Mark zusagte. Obwohl er noch offiziell minderjährig war, ordnete der König am 4. Februar 1339 die Übergabe des Erbes an, mit Ausnahme der Ländereien, die noch von Henry of Grosmont, Earl of Derby verwaltet wurden. Im Herbst 1339 nahm er an der Chevauchée teil, die der König in die Region um Cambrai sowie in das Vermandois und Thiérache führte. Während diesen Feldzugs erhob ihn der König um den 9. Oktober im Frauenkloster Mont-Saint Martin zum Earl of Pembroke, da seine Großmutter Isabel de Valence die älteste Schwester von Amyer de Valence, des letzten Earl of Pembroke gewesen war. Entsprechend nahm er das Wappen von Valence in sein Wappen mit auf. Am 16. November 1339 wurde Pembroke erstmals in das Parlament berufen. In den nächsten Jahren kümmerte er sich vor allem um die Verwaltung seiner Besitzungen, die er nach Bestätigung der Volljährigkeit im Mai 1341 vollständig übernahm. Vermutlich nahm er weder an der Seeschlacht von Sluis 1340, an der Belagerung von Tournai oder am Feldzug im Winter 1341/42 nach Schottland. Am 30. September 1340 wurde er zum Verwalter von Ferns Castle in Wexford und weiter Besitzungen in Irland ernannt. Am 11. Februar 1342 nahm er einem großen Turnier in Dunstable teil. Mehreren seiner Gefolgsleute übergab er Lehen in Pembrokeshire und machte sie so zu seinen Vasallen, darunter seinen Onkel Sir Hugh Hastings.

## Rolle im Hundertjährigen Krieg
In den letzten Wochen des Jahres 1342 nahm er wieder seine militärische Karriere auf und kämpfte während des bretonischen Erbfolgekriegs bis Anfang 1343 mit dem König in der Bretagne. Dabei führte er insgesamt 64 Waffenknechte und 100 berittene Bogenschützen. In den nächsten Jahren war er weiter an den Kämpfen in Frankreich beteiligt. Im August 1345 folgte er mit 80 Waffenknechten und 80 Bogenschützen Henry of Grosmont, Earl of Derby nach Aquitanien. Über ein Jahr kämpfte er an der Seite von Derby, dabei nahm er am 24. August 1345 an der Eroberung von Bergerac teil. Er nahm jedoch nicht an der Schlacht von Auberoche teil, da er erst am Tag nach Schlacht, am 22. Oktober, mit seinen Truppen zu Derby stoßen konnte. Derby konnte in der Schlacht zahlreiche Gefangene machen, die ihm hohe Lösegelder einbrachten. Darüber, dass er mit dem Kampf nicht bis zu seinem Eintreffen gewartet hatte, war Pembroke sehr verletzt. In der Folge gehörte Pembroke zu den Führern der englischen Garnison, die von Ende März bis Anfang 1346 Aiguillon erfolgreich gegen die Truppen von Herzog Johann von der Normandie verteidigten. Im Dezember 1346 kehrte Pembroke nach England zurück, wobei er auf der Rückreise in einen schweren Sturm geriet. Zurück in Frankreich, nahm Pembroke an der Belagerung von Calais teil. Im Juni 1347 wurde er zusammen mit dem Earl of Northampton Kommandant einer Flotte, die den Hafen blockieren sollte. Am 25. Juni 1347 errangen sie dabei einen vollständigen Sieg über eine französische Flotte bei Le Crotoy.

## Rückkehr nach England und Tod
Pembroke kehrte nach England zurück, wo er am 24. August 1348 sein Testament machte. Wenige Tage später starb er, vermutlich an der Pest. Er wurde in der Prioratskirche St Mary von Abergavenny begraben.
Sein Erbe wurde sein einjähriger Sohn John Hastings, 2. Earl of Pembroke. Seine Witwe Anges heiratete John Hakluyt.